# اربوگا
شهر اربوگا (به سوئدی: Arboga) در ناحیه شهری اربوگا در کشور سوئد واقع شده‌است. جمعیت این شهر ۱۱۲۰٫۶۷  نفر است.